# Supernova (2020)
Supernova ist ein Filmdrama von Harry Macqueen, das im September 2020 beim San Sebastian International Film Festival seine Premiere feierte und am 14. Oktober 2021 in die deutschen Kinos kam.

## Handlung
Der Pianist Sam und der Schriftsteller Tusker, seit 20 Jahren ein Paar, unternehmen eine Wohnmobilreise durch England mit zunächst unbestimmtem Ziel. Sam kümmert sich liebevoll um Tusker, der anfangs rätselhaft zerstreut wirkt, bis zur Sprache kommt, dass bei ihm eine fortschreitende Demenz diagnostiziert wurde.
Sie machen Station bei Sams Schwester und ihrer Familie und fühlen sich im Kreis geliebter Menschen pudelwohl. Entsetzt entdeckt Sam dabei zufällig, dass Tusker offenbar entschlossen ist, seinem Leben selbst ein Ende zu setzen, und die Reise nur dafür geplant hat.
Sie fahren zu einem gemieteten einsamen Ferienhaus, wo Sam Tusker mit seiner Entdeckung konfrontiert. Sam erklärt Tusker, dass er sich nicht von ihm trennen will und fest entschlossen ist, die gesamte Krankheit gemeinsam durchzustehen. Tusker dagegen macht ihm behutsam klar, dass er es nicht ertragen könne, die Kontrolle über sein Leben zu verlieren – er wäre nicht mehr er selbst, und das fände er unerträglich. Widerwillig muss Sam ihm darin recht geben, dass es ein Ausdruck seiner Liebe ist, den Partner gehen zu lassen, wenn er es wünscht.
Mit dieser Einsicht und einer zärtlichen Nacht bricht die Geschichte ab. Zum Schluss sieht man Sam am Flügel ein Konzert geben, Tusker ist nicht mehr zu sehen.
Der Titel ist mehrschichtig: Während der Fahrt haben sie ein Teleskop dabei, um eine aktuelle Supernova zu beobachten. Während der Familienfeier erklärt Tusker seinem Patenkind, dass alles Leben aus Überresten von Supernovae besteht, in denen alte Sterne ihre Materie abgegeben haben, so dass Neues daraus entstehen konnte.

## Produktion

### Filmstab, Besetzung und Synchronisation
Regie führte Harry Macqueen, der auch das Drehbuch schrieb. Es handelt sich um seinen zweiten Film nach Hinterland.
Colin Firth und Stanley Tucci spielen in den Hauptrollen Sam und Tusker Mulliner. In weiteren Rollen sind Pippa Haywood als Lilly, Peter MacQueen als Clive und James Dreyfus als Tim zu sehen.
Die deutsche Synchronisation entstand nach einem Dialogbuch und der Dialogregie von Harald Wolff im Auftrag der TaunusFilm Synchron GmbH in Berlin. In der deutschen Fassung werden Firth in der Rolle von Sam und Tucci in der Rolle von Tusker von Tom Vogt und Lutz Mackensy gesprochen.

### Dreharbeiten und Filmmusik
Die Dreharbeiten fanden überwiegend in Cumbria, einer Grafschaft im Nordwesten Englands an der Irischen See statt und wurden im November 2019 abgeschlossen. Als Kameramann fungierte der zweifach für einen Oscar nominierte Brite Dick Pope.
Die Filmmusik komponierte der britische Singer-Songwriter Keaton Henson. Zudem im Film Verwendung finden der Song Heroes von David Bowie und Catch The Wind von Donovan. Zudem spielt Schauspieler Colin Firth selbst am Klavier Salut d’amour von Edward Elgar. Letzteres ist auch, allerdings von Jeremy Young gespielt, auf dem Soundtrack-Album enthalten, das am 29. Januar 2021 von Lakeshore Records veröffentlicht wurde.

### Marketing und Veröffentlichung
Eine erste Vorstellung des Films erfolgte am 23. September 2020 beim San Sebastian International Film Festival. Ein erster Trailer wurde am Tag zuvor veröffentlicht. Ende September, Anfang Oktober 2020 wurde er beim Zurich Film Festival gezeigt und hiernach beim London Film Festival und beim Festa del Cinema di Roma. Die Vertriebsrechte für Nordamerika sicherte sich Bleecker Street. Am 29. Januar 2021 kam der Film in ausgewählte US-Kinos. Am 7. Oktober 2021 kam er in die Schweizer Kinos. Ein Start in Deutschland erfolgte am 14. Oktober 2021.

## Rezeption

### Altersfreigabe
In den USA erhielt der Film von der MPAA ein R-Rating, was einer Freigabe ab 17 Jahren entspricht. In Deutschland wurde der Film von der FSK ab 12 Jahren freigegeben.

### Kritiken
Der Film wurde von 89 Prozent aller bei Rotten Tomatoes erfassten Kritiker positiv bewertet und erhielt 7,7 von möglichen 10 Punkten, womit er aus den 22. Annual Golden Tomato Awards als Fünftplatzierter in der Kategorie Romance Movies der Filme des Jahres 2021 hervorging.
Dieter Oßwald, Filmkorrespondent der Gilde deutscher Filmkunsttheater, schreibt, die sexuelle Orientierung von Sam und Tusker als Pärchen spiele in dem Film überhaupt keine Rolle, doch wie die langjährigen Partner miteinander und mit der fatalen Krankheit umgingen, überzeuge durch großartige Glaubwürdigkeit. Das liege zum einen an dem psychologisch präzisen Drehbuch mit erstklassigen Dialogen, zum anderen an den beiden hochkarätigen Darstellern, die sich in Hochform präsentierten. Zwischen Stanley Tucci und Colin Firth stimme die Chemie, von jenen kleinen, intimen Momenten bis zum ganz großen Streit.

### Auszeichnungen
Der Film befand sich in einer Vorauswahl für den Europäischen Filmpreis 2021. Im Folgenden eine Auswahl weiterer Nominierungen.
San Sebastian International Film Festival 2020
- Nominierung für die Goldene Muschel[21]

Sunset Circle Awards 2020
- Nominierung als Bester Nebendarsteller (Stanley Tucci)[22]